# Дивизион Тарасова
Дивизион Тарасова — один из дивизионов Континентальной хоккейной лиги, образованный в 2008 году. Является одним из четырёх дивизионов чемпионата КХЛ, созданных с целью разделения команд по географическому (ранее — спортивному) принципу.
Назван в честь Анатолия Тарасова — выдающегося тренера и хоккеиста ЦСКА и сборной СССР. Как игрок Тарасов становился трёхкратным чемпионом СССР, как тренер 9 раз выигрывал чемпионаты мира, 11 раз – чемпионаты Европы, трижды – Олимпийские игры, 17 раз становился чемпионом СССР. В 1974 году первым из иностранцев был включен в Зал хоккейной славы в Торонто.

## Состав дивизиона
| Сезон   | Команды                  | Команды               | Команды                   | Команды                | Команды                   | Команды    | Команды | Победитель дивизиона |
| ------- | ------------------------ | --------------------- | ------------------------- | ---------------------- | ------------------------- | ---------- | ------- | -------------------- |
| 2008/09 | Металлург (Магнитогорск) | СКА (Санкт-Петербург) | Трактор (Челябинск)       | Химик (Воскресенск)    | ХК МВД (Балашиха)         | ЦСКА       | ЦСКА    | ЦСКА                 |
| 2009/10 | Атлант (Мытищи)          | Витязь (Чехов)        | Локомотив (Ярославль)     | Северсталь (Череповец) | Торпедо (Нижний Новгород) | ХК МВД     | ХК МВД  | ХК МВД               |
| 2010/11 | Атлант                   | Витязь (Чехов)        | Динамо (Минск)            | Локомотив              | Северсталь                | Торпедо    | Торпедо | Локомотив            |
| 2011/12 | Атлант                   | Витязь (Ч)            | Динамо (Мн)               | Локомотив              | Северсталь                | Торпедо    | Торпедо | Торпедо              |
| 2012/13 | Атлант                   | Динамо (Мн)           | Локомотив                 | Северсталь             | Спартак                   | Торпедо    | ЦСКА    | ЦСКА                 |
| 2013/14 | Атлант                   | Витязь (П)            | Динамо (Москва)           | Донбасс (Донецк)       | Локомотив                 | Северсталь | Спартак | Динамо (Москва)      |
| 2014/15 | Витязь (П)               | Динамо (М)            | Локомотив                 | Северсталь             | Торпедо                   | Сочи       | ЦСКА    | ЦСКА                 |
| 2015/16 | Витязь (П)               | Динамо (М)            | Локомотив                 | Северсталь             | Торпедо                   | Сочи       | ЦСКА    | ЦСКА                 |
| 2016/17 | Витязь (П)               | Динамо (М)            | Локомотив                 | Северсталь             | Торпедо                   | Сочи       | ЦСКА    | ЦСКА                 |
| 2017/18 | Витязь (П)               | Динамо (М)            | Локомотив                 | Северсталь             | Торпедо                   | Сочи       | ЦСКА    | ЦСКА                 |
| 2018/19 | Витязь (П)               | Динамо (Мн)           | Локомотив                 | Слован (Братислава)    | Сочи                      | ЦСКА       | ЦСКА    | ЦСКА                 |
| 2019/20 | Витязь (П)               | Динамо (Мн)           | Локомотив                 | Торпедо                | Сочи                      | ЦСКА       | ЦСКА    | ЦСКА                 |
| 2020/21 | Витязь (П)               | Динамо (Мн)           | Динамо (М)                | Локомотив              | ЦСКА                      | ЦСКА       | ЦСКА    | ЦСКА                 |
| 2021/22 | Динамо (Мн)              | Динамо (М)            | Динамо (Рига)             | Локомотив              | Северсталь                | ЦСКА       | ЦСКА    | ЦСКА                 |
| 2022/23 | Динамо (Мн)              | Динамо (М)            | Куньлунь Ред Стар (Пекин) | Локомотив              | Северсталь                | ЦСКА       | ЦСКА    | ЦСКА                 |
| 2023/24 | Динамо (Мн)              | Динамо (М)            | Куньлунь Ред Стар (Пекин) | Локомотив              | Северсталь                | ЦСКА       | ЦСКА    |                      |

Примечания:
1. С сезона 2009/10 годов разделение в КХЛ произошло по географическому принципу. Кроме дивизионов, были образованы две конференции (Западная и Восточная), включающих по два дивизиона. Дивизион Тарасова оказался в Западной конференции.
2. В сезоне 2011/12 ярославский «Локомотив» должен был сыграть в Дивизионе Тарасова, но пропустил чемпионат из-за авиакатастрофы, в которой погибли игроки, тренеры и персонал команды.

## Победители дивизиона
| Команда                     | Победы                                                                                                 |
| --------------------------- | --- |
| ЦСКА (Москва)               | 11 (2008/09, 2012/13, 2014/15, 2015/16, 2016/17, 2017/18, 2018/19, 2019/20, 2020/21, 2021/22, 2022/23) |
| «Динамо» (Москва)           | 2 (2013/14, 2023/24)                                                                                   |
| «Локомотив» (Ярославль)     | 1 (2010/11)                                                                                            |
| «Торпедо» (Нижний Новгород) | 1 (2011/12)                                                                                            |
| ХК МВД (Балашиха)           | 1 (2009/10)                                                                                            |

## Обладатели Кубка Гагарина
Лишь две команды из Дивизиона Тарасова побеждали в розыгрыше Кубка Гагарина.  Московский ЦСКА и Московское Динамо 
- 2019 — ЦСКА (Москва)
- 2022 — ЦСКА (Москва)
- 2023 — ЦСКА (Москва)
- 2012 — Динамо (Москва)
- 2013 — Динамо (Москва)